# Lac Barbel
Le lac Barbel est un lac de la Côte-Nord au Québec.
La ville minière de Gagnon, fermée depuis 1985, s'élevait sur la rive sud-est de ce lac de la Côte-Nord, d'une superficie de 15 km2. Il se jette, au sud, dans le réservoir Manicouagan. Attribué en 1943, ce nom honore Jacques Barbel.